# Grabstein des Blussus und der Menimane

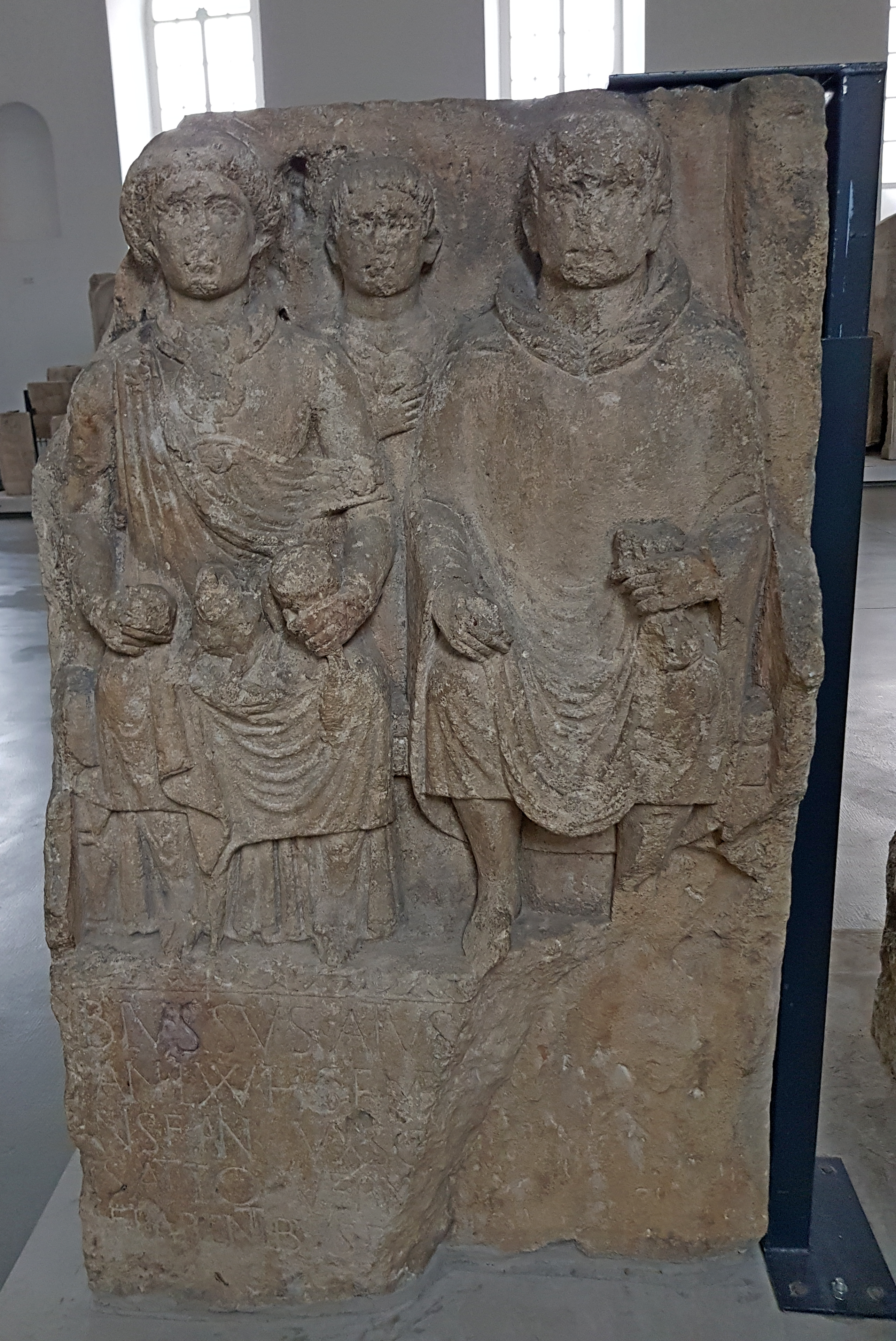
Grabstein des Blussus und der Menimane, Landesmuseum Mainz

Der Grabstein des Blussus und der Menimane ist ein 1848 in Weisenau bei Mainz gefundener römischer Grabstein, der um das Jahr 50 gefertigt wurde. Er zeigt den keltischen Schiffer Blussus, seine Frau Menimane und eine weitere Person. Vorder- und Rückseite des reich dekorierten Grabsteins sind beschriftet und weisen eine Fülle von Details, beispielsweise zur Frauentracht, auf. Der Grabstein zählt zu den qualitativ hochwertigsten in und um Mainz herum gefundenen Grabdenkmälern. Zudem zählt er zu den interessantesten kulturgeschichtlichen Zeugnissen der frühen römischen Geschichte von Mogontiacum (Mainz) und gilt als Beleg für die schnelle Romanisierung der dortigen keltischen Bevölkerung.

## Fundgeschichte und museale Aufbewahrung
Der Grabstein wurde am 28. Juni 1848 in Weisenau, damals noch ein eigenständiges Dorf südlich von Mainz, gefunden. Eine zeitgenössische Beschreibung des Fundorts gibt „...zu Weisenau, hinter dem ersten Haus von Mainz her oben auf der Kante des Berges“ an. Archäologisch gesichert ist dort eine Siedlung der Aresaken, die kurz vor oder zeitgleich mit der Gründung des Zweilegionenlagers Mogontiacum durch Drusus 12/13. v. Chr. entstand. Noch im gleichen Jahr wurde der Grabstein dem Mainzer Altertumsverein für seine in Entstehung befindliche archäologische Sammlung geschenkt. Karl Klein, selbst aus Weisenau stammender Historiker und späterer Präsident des Altertumsvereins, verfasste bereits im gleichen Jahr eine Abhandlung über den Grabstein des Blussus, der dadurch schnell einen größeren Bekanntheitsgrad erlangte. Die vereinseigene Sammlung des Mainzer Altertumsvereins mit über 5000 Einzelstücken – mitsamt dem Grabstein des Blussus und der Menimane – ging in den Beständen des bis 1910 von dem Verein betreuten Mainzer Altertumsmuseums auf, dessen Nachfolger das heutige Landesmuseum Mainz ist. Dort steht der Grabstein in der so genannten Steinhalle und trägt die Inventar-Nummer S.146.
2024 wurde der Grabstein vor Ort in der Steinhalle des Landesmuseums und bei laufendem Publikumsbetrieb restauriert.

## Der Grabstein
Der Grabstein besteht aus lothringischem Kalkstein. Er ist 93 cm breit, 155 cm hoch und weist eine Tiefe von 28 cm auf. Die Buchstabenhöhe beträgt einheitlich 4,5 cm. Sowohl die linke obere Ecke des Grabsteins wie auch der untere rechte Teil der Inschrift (Vorderseite) auf dem Standsockel fehlen. Die obere Abdeckung des Grabsteins ist ebenfalls nicht mehr vorhanden. Bei seinem Auffinden soll der Grabstein noch sichtbare Reste der ursprünglichen Bemalung gezeigt haben.

## Datierung
Typologisch-stilistische Übereinstimmungen mit einer Gruppe epigraphisch eindeutig datierbarer Militärgrabsteine lässt eine zeitliche Einordnung um die Mitte des 1. Jahrhunderts nach Christus und damit in claudische Zeit zu.

## Beschreibung

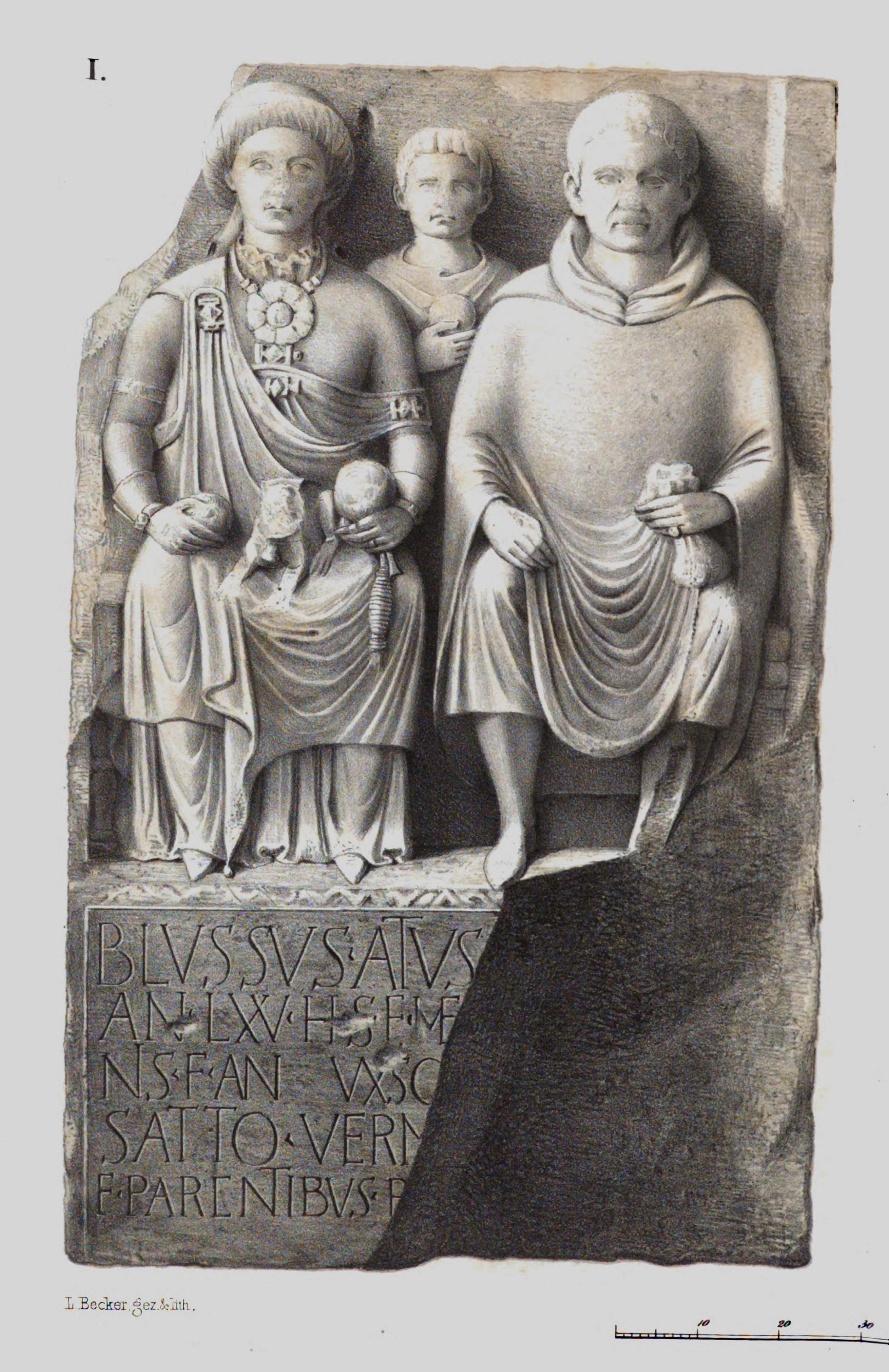
Lithographie der Vorderseite des Grabsteins des Blussus und der Menimane von 1848

Der Stein ist sowohl auf Vorder- und Rückseite bearbeitet und damit der einzige beidseitig mit Abbildungen und Inschriften versehene römische Grabstein, der in Mainz gefunden wurde. Die Vorderseite zeigt auf circa 2/3 der Fläche eine Dreiergruppe von Personen. Der Standsockel darunter trägt eine Inschrift. Auf der Rückseite findet sich die Inschrift fast wortgleich wieder, zusätzlich sind darüber das Relief eines Schiffes und Girlanden zu sehen.

### Vorderseite
Wie der Inschrift zu entnehmen ist, zeigt der Grabstein den „nauta“ Blussus, Sohn des Atusirius, und seine Frau Menimane, Tochter des Brigio. Blussus und Menimane sitzen nebeneinander auf einer Bank, beide frontal dem Betrachter zugewandt. Menimane sitzt gemäß einer Konvention provinzialrömischer Reliefs rechts von ihrem Mann. Zwischen ihnen steht im Hintergrund eine jugendliche männliche Gestalt, entweder Primus, der Sohn des Ehepaares, oder der Haussklave Satto, der laut Inschrift am gleichen Ort begraben wurde. Blussus und Menimane sind in keltische Tracht gekleidet und sehr detailreich dargestellt. Blussus trägt einen Kapuzenmantel, wahrscheinlich eine Paenula. Darunter trägt er eine halblange römische Tunika. In der linken beringten Hand hält er einen gefüllten Geldbeutel.
Menimane trägt eine reichhaltige keltische Tracht mit mindestens drei Gewandstücken und Fibeln, die in der Forschung als Menimane-Tracht definiert wird. Über einem langärmeligen Unterkleid trägt sie ein Obergewand und einen Mantel. Das Obergewand ist auf der linken Seiten von der Schulter heruntergerutscht und in Höhe des Ellenbogens zum Liegen gekommen. Distelfibeln halten Obergewand und Mantel an den Schultern zusammen. Um den Hals trägt Menimane einen Halsreif mit einer großen auffälligen Zierscheibe. Weitere abgebildete Schmuckstücke sind Armreifen und Fingerringe. In der linken Hand trägt sie Spindel und Rocken, in der rechten Hand dazu ein Wollknäuel. Auf ihrem Schoß sitzt ein kleiner Hund mit einer umgehängten Glocke. Zwischen beiden steht eine jugendliche Figur im Hintergrund. Sie trägt eine Tunika sowie eine Bulla um den Hals.

### Rückseite

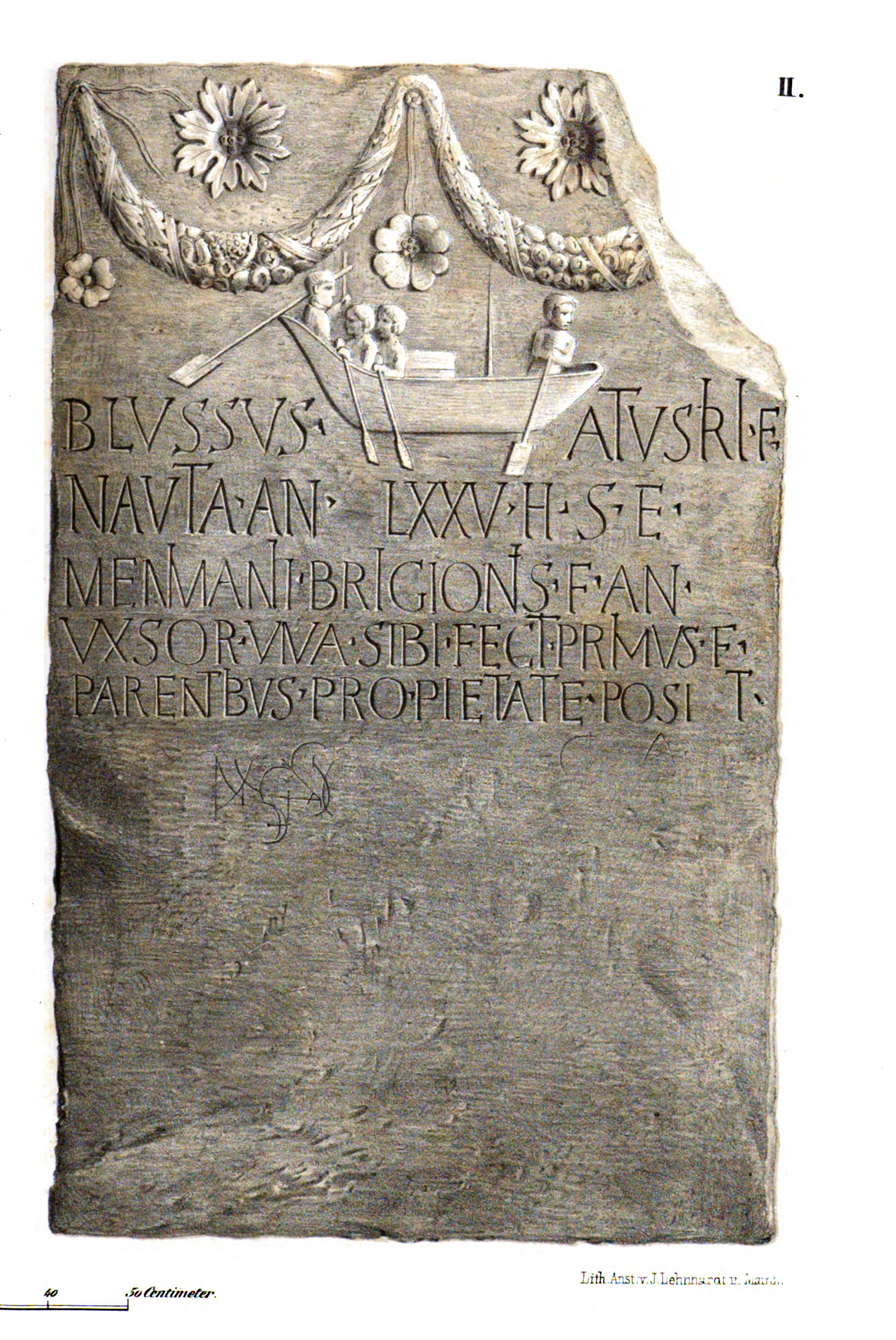
Lithographie der Rückseite des Grabsteins des Blussus und der Menimane von 1848

Die Rückseite des Grabsteins zieren Girlanden mit langstieligen Blüten. Direkt darunter ist mittig die Abbildung eines Schiffes samt vierköpfiger Besatzung zu sehen. Es handelt sich hierbei um die älteste römische Schiffsdarstellung nördlich der Alpen. Das Flachbodenschiff hat ein deutlich hochgezogenes Heck und einen flach auslaufenden Bug. Zwei der vier abgebildeten Personen sind als Rojer im Heckbereich zu sehen, die dritte befindet sich an dem großen Steuerruder am Heck. Die vierte Person bedient als weiterer Steuermann die beiden Seitenruder am Bug. Mittig ist ein rechteckiger Gegenstand zu sehen, möglicherweise ein Frachtstück oder eine Kajüte. Ein Mast sitzt im vorderen Drittel des Schiffs. Aufgrund fehlender Takelage und Segel kann er als Treidelmast angesehen werden. Die Besatzung ist aufgrund einer vorherrschenden künstlerischen antiken Konvention überproportional groß angebildet, so dass das Schiff kleiner wirkt als in der Realität anzunehmen ist.
Bei dem Schiff handelt es sich um ein in der Binnenschifffahrt häufig eingesetztes Plattbodenschiff. Boppert weist das abgebildete Schiff dem römischen Schiffstyp Zwammerdam zu. Bereits bei der einheimischen keltischen Bevölkerung gab es solche Schiffe, die, wie in dem gezeigten Schiff auf dem Grabstein, durch Einsatz römischer Technik verbessert wurden. Karl Klein, der Erstbeschreiber des Grabsteins des Blussus und der Menimane, weist 1848 darauf hin, dass es zu seiner Zeit immer noch fast baugleiche Schiffe gebe, die „Mainzer Lade(n)“ oder „Oberländer“ genannt würden.

## Inschriften
Der Grabstein ist beidseitig mit einer fast identischen fünfzeiligen Inschrift versehen. Lediglich die Erwähnung des Haussklaven Satto fehlt auf der rückwärtigen Seite. Diese ist wesentlich besser erhalten und lässt somit eine fast vollständige Ergänzung und Entzifferung des Textes zu:
| Originaltext[6] | Übersetzung[11] |
| --- | --- |
| Blussus Atus[iri f(ilius) nauta] an(norum) LXXV h(ic) s(itus) e(st) Me[nimane Brigio] nis f(ilia) an(norum) (vacat) uxso[r viva sibi fecit] Satto vern[a an(norum) --- h(ic) s(itus) e(st) (?) Primus] f(ilius) parentibus p[ro pietate pos(u)it] | Blussus, des Atusirius Sohn, Schiffer, 75 Jahre alt, liegt hier. Menimane, des Brigio Tochter, ... Jahre alt, seine Gattin, ließ (diesen Grabstein) zu Lebzeiten fertigen. Satto, hausgeborener Sklave, [ist hier begraben?]. Primus, ihr Sohn, stellte (dies) aus Pietät für die Eltern auf. |
Menimane ließ diesen Grabstein anlässlich des Todes ihres Mannes anfertigen und aufstellen. Da er auch für sie gedacht war, ließ der Steinmetz die Altersangabe der Meninmane für eine spätere Ergänzung nach ihrem Tod frei. Zudem zeigen Einlassungen zu beiden Seiten ihres Namens an, dass dieser zu ihren Lebzeiten verhüllt war. Nachdem auch Menimane gestorben war, ließ ihr Sohn Primus allerdings die Altersangabe nicht ergänzen.

## Bedeutung
Der Grabstein des Blussus und der Menimane gehört zu den Grabsteinen aus römischer Zeit in Mainz, die am meisten in die wissenschaftliche und populärwissenschaftliche Literatur Eingang gefunden haben und am meisten publiziert oder erwähnt wurden. Es ist der einzige Grabstein ziviler oder militärischer Art in Mainz und Umgebung, der beidseitig beschriftet und reliefverziert ist. Während fast alle anderen Grabsteine aus dem lokal vorhandenen Kalkstein geschaffen wurden, wurde dieser Grabstein aus einem, möglicherweise sogar über Blussus’ Frachtunternehmen, aus Gallien importierten, qualitativ hochwertigen Kalksteinblock gefertigt. Ein herausragendes Merkmal ist auch die detailreiche und sehr qualitätsvolle Ausführung vor allem des Ehepaares. Nach Boppert gehört der Grabstein in die Reihe der qualitätsvollsten Denkmäler des römischen Mainz.
Der Grabstein des Blussus und der Menimane gilt als Beispiel für die schnell einsetzende Romanisierung der einheimischen keltischen Bevölkerung von Mogontiacum. Blussus, der mit etwa 75 Jahren um 50 nach Chr. starb, hat mit ziemlicher Sicherheit in jungen Jahren die Gründung des römischen Legionenlagers 13/12 v. Chr. miterlebt. Obwohl nach dem nun geltenden römischen Recht ein „peregrinus“ (Fremder), hat er als Binnenschiffer und Frachtunternehmer die große römische Garnison und später wahrscheinlich auch die zivile Bevölkerung mit Gütern und Waren versorgt und ist damit zu Reichtum gelangt. Ein Hinweis auf die Übernahme römischer Gebräuche ist zum einen der Grabstein selbst. Dieser ist im typisch römischen Stil gefertigt, mit der Abbildung der Verstorbenen sowie den typischen Grabformeln in lateinischer Sprache. Aber auch die Namensgebung seines Sohnes, Primus (lateinisch: der Erste), weist auf eine neue Zeit hin. Einflüsse der noch vorhandenen keltischen Bildtradition zeigen sich hingegen bei der frontal sitzenden Ausrichtung beider Personen, ebenso im Tragen der einheimischen Kleidung und bei der sehr detaillierten Darstellung des Schmucks und der Tracht der Menimane.